# شلبی مک‌ایون
شلبی مک‌ایون (انگلیسی: Shelby McEwen؛ زادهٔ ۶ آوریل ۱۹۹۶) ورزشکار پرش ارتفاع اهل ایالات متحده آمریکا است.